# مرکز علوم بهداشت دانشگاه تگزاس در سن آنتونیو
مرکز علوم بهداشت دانشگاه تگزاس در سن‌آنتونیو (به انگلیسی: University of Texas Health Science Center at San Antonio)، به اختصار UTHSCSA، یک دانشگاه تخصصی و خدماتی/تحقیقاتی در علوم پزشکی و پیراپزشکی است.

## مشخصات
این دانشگاه در شهر سن آنتونیو و در مرکز پزشکی جنوب تگزاس در این شهر واقع گردیده‌است و بزرگ‌ترین دانشگاه رده اول (tier one) در منطقه جنوب تگزاس بوده و در سال ۲۰۱۱ با ۹۰۷ نفر در رتبه یازدهمین بزرگ‌ترین دانشگاه علوم پزشکی از لحاظ تعداد دانشجوی پزشکی در سطح آمریکا قرار داشت. تعداد دانش آموختگان این مؤسسه فراتر از ۲۶۰۰۰ نفر است.
بیش از ۳٬۰۰۰ دانشجوی دوره کارشناسی ارشد به بالا در نزد ۱٬۵۰۰ عضو هیئت علمی در ۵ دانشکده مشغول به تحصیلات برای دوره‌های پیشرفته می‌باشند: دندانپزشکی، پزشکی، علوم پایه پزشکی، پرستاری، و دانشکدهٔ تخصص‌های بهداشتی. دانشکده داروسازی دانشگاه تگزاس در آستین در این دانشگاه تأسیسات شعبی دارد.
این دانشگاه در شش پردیس مراکز تحقیقاتی-درمانی دارد، و مسبب درآمد یک میلیارد دلار در سال در اقتصاد شهر سان آنتونیو به‌طور مستقیم، و شانزده میلیارد دلار به‌طور غیر مستقیم می‌شود.
مرکز تحقیقات و درمان سرطان (CTRC) و مؤسسه تحقیقات سرطان اطفال گریهی متعلق به این دانشگاه هستند.

## بودجه
بودجه کل این دانشگاه در سال ۲۰۰۷ میلادی، ۶۹۷ میلیون دلار بود و ذخیره ارزی این دانشگاه بالغ بر ۳۴۸ میلیون دلار می‌باشد. در سال ۲۰۰۸ میلادی، این دانشگاه ۲۰۳ میلیون دلار صرف تحقیقات نمود.
این دانشگاه از پشتیبانی مالی شرکت والرو انرجی برخوردار است به طوری که از این شرکت تا کنون بیش از ۳۰٬۰۰۰٬۰۰۰ دلار هدایای نقدی دریافت نموده‌است. این دانشگاه تنها در سال ۲۰۰۷ مجموعاً ۵۵ میلیون دلار دریافت کرد.

## دستاوردها
- رتبه ششم در ایالات متحده در تحقیقات بالینی در سال ۲۰۰۷.[۱۱][۱۲]
- رتبه چهارم جهان از نظر تولید مقالات علمی در رشته دندانپزشکی در سال ۲۰۰۵[۱۳][۱۴]
- رتبه ۵۱ جهان در سال ۲۰۱۰ در رشته‌های علوم پزشکی[۱۵]
- رتبه ۶۹ جهان از نظر تعداد مقالات منتشر شده در علوم پزشکی در سال ۲۰۱۰[۱۶]
- بیمارستان این دانشگاه در زمینه‌های بیماری‌های کلیوی، تنفسی، و هورمونی در زمره پنجاه بیمارستان برتر آمریکا در شش سال اخیر شناخته شده‌است[۱۷]

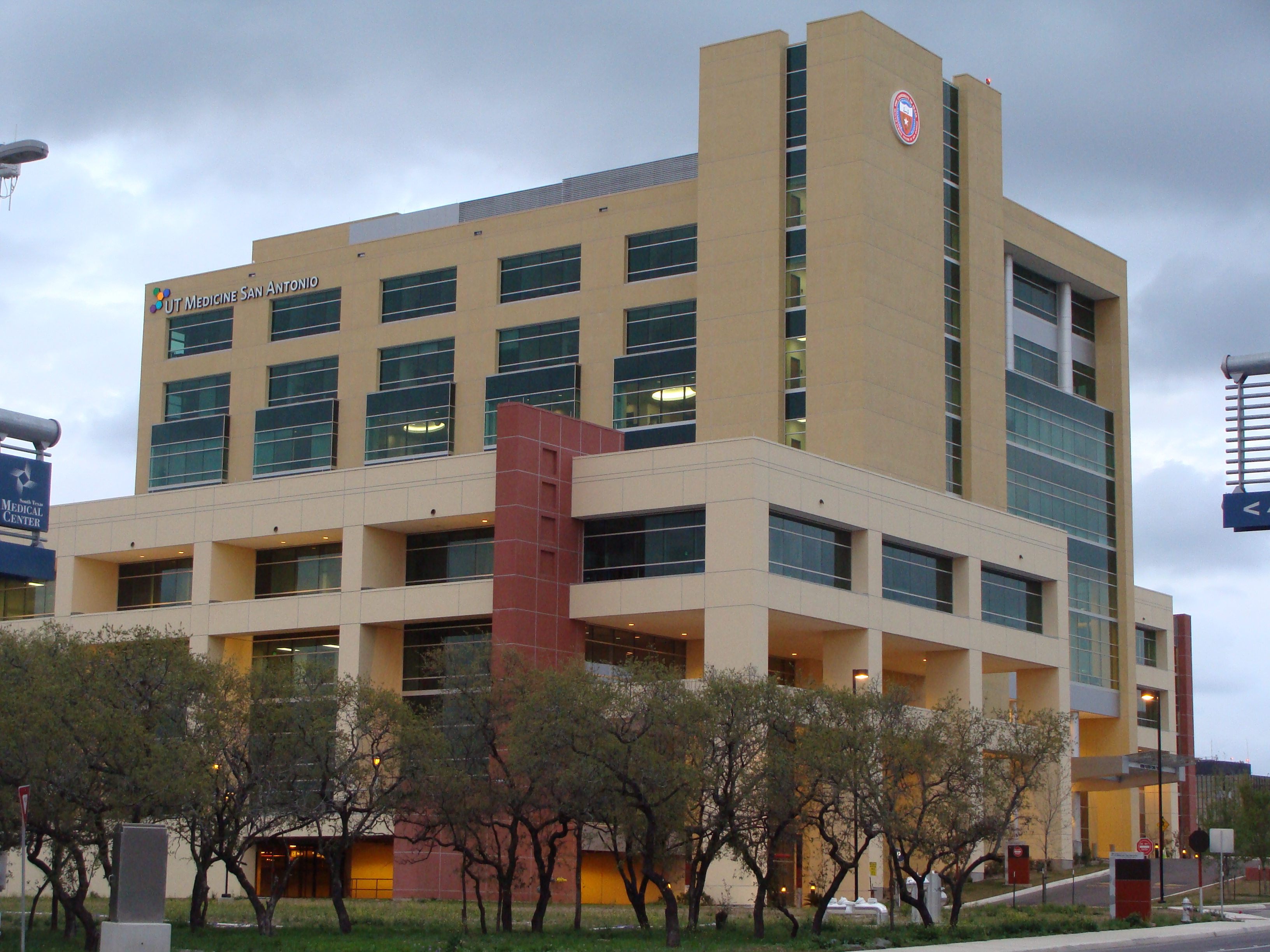
مرکز پژوهش و هنرهای پزشکی (MARC)
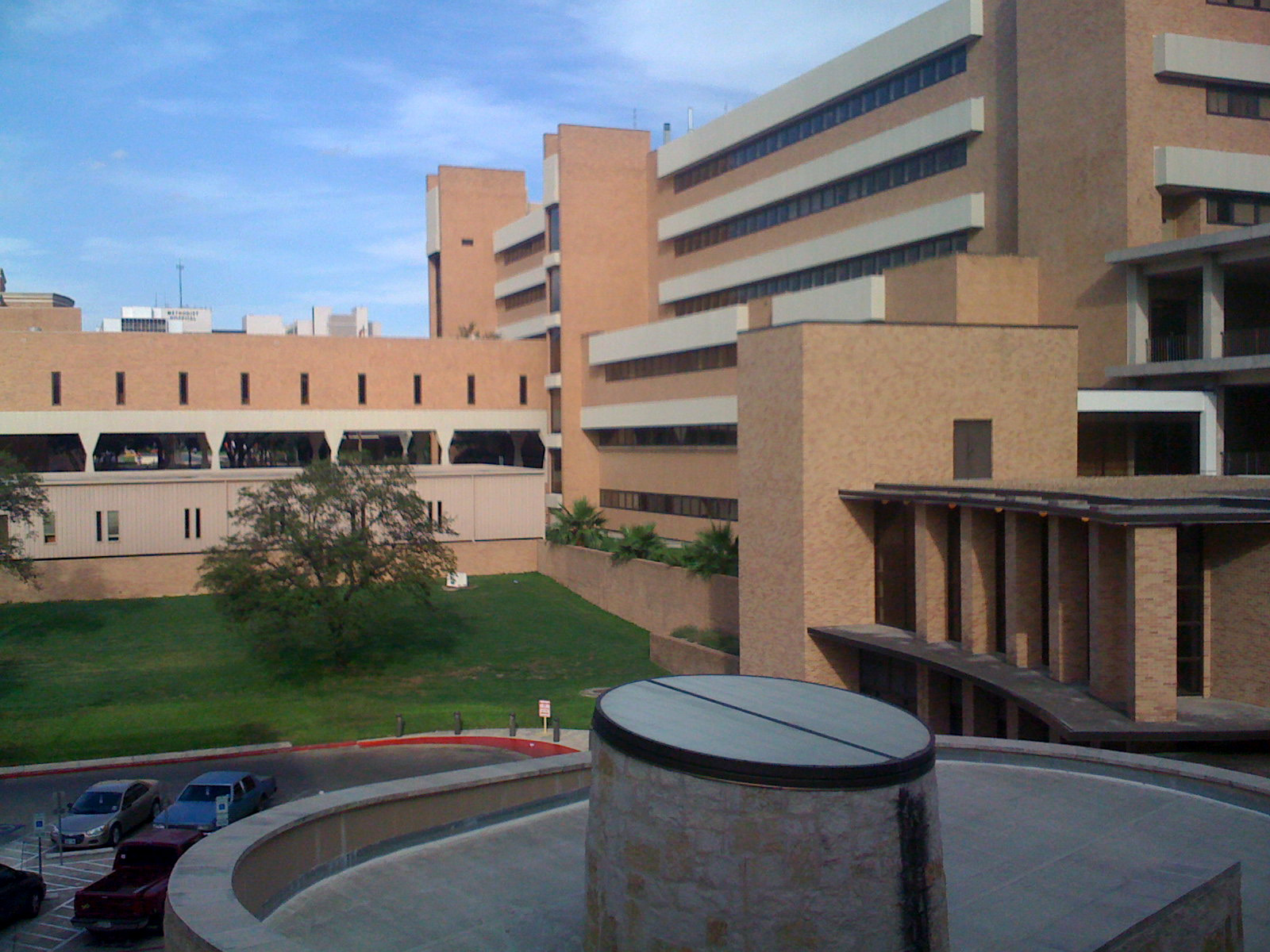
دانشکده علوم پایه پزشکی (GSBS)
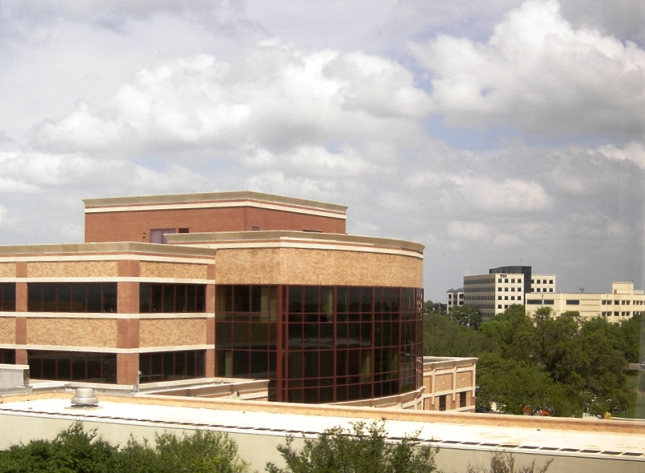
ساختمان ریاست دانشگاه. طرح معماری از اچ کی اس
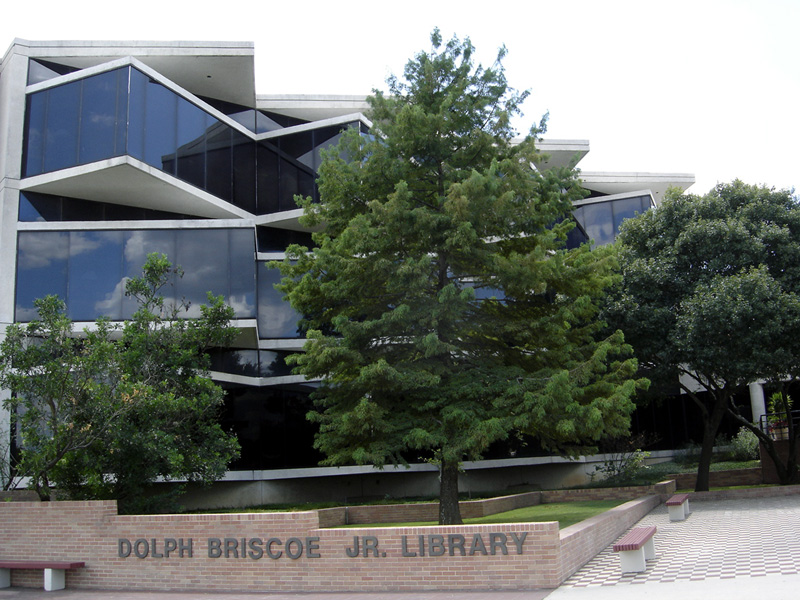
کتابخانه دالف بریسکو: کتابخانه مرکزی دانشگاه
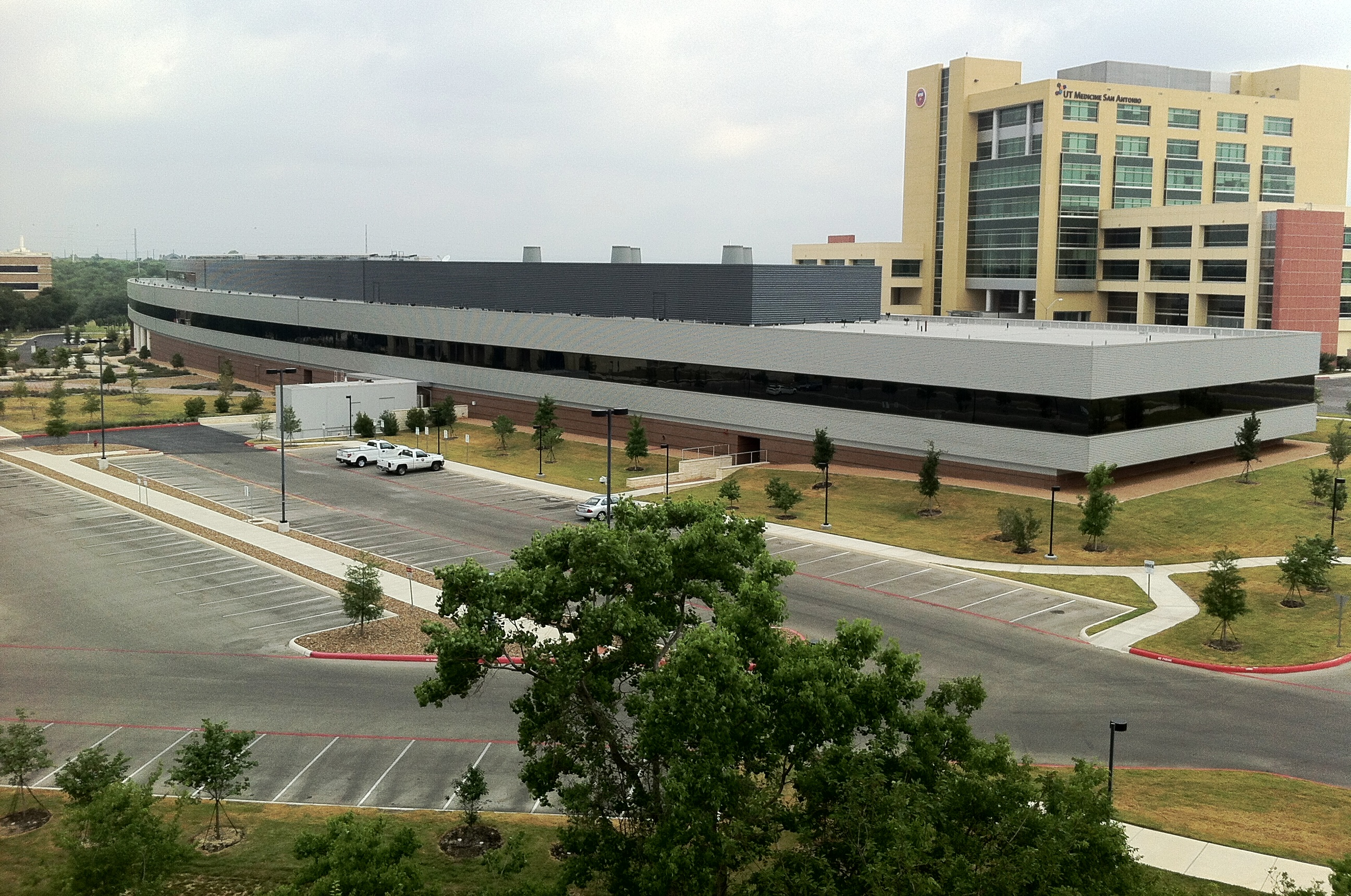
ساختمان تأسیسات پژوهشی جنوب تگزاس (South Texas Research Facility) متعلق به دانشگاه

## تمرکزها
این مؤسسه درمانی در چند رشته بخصوص دارای تمرکز بوده که عبارتند از:
- مطالعات زنان: اطلاق قطب علمی (Center of Excellence) در زمینه علوم سلامت بانوان (Women's health) توسط وزیر بهداشت و درمان ایالات متحده آمریکا.[۱۸]
- اورولوژی: مرکز مطالعات پروستات این مرکز دارای اعتبار زیادی بوده‌است.[۱۹]
- علوم پیوندی: با داشتن سابقه بیش از ۱۰۰۰ عمل جراحی پیوند کبد و ۲۳۰۰ پیوند موفقیت‌آمیز دیگر از ۱۹۸۵ تا کنون، از مراکز بزرگ پیوندی آمریکا محسوب می‌گردد.[۲۰] در زمینه پیوند کبد، در زمره ده مرکز برجسته در این عمل جراحی در ایالات متحده می‌باشد.[۱۸][پیوند مرده]
- بهداشت دهان: دانشکده دندانپزشکی این مؤسسه دارای تاریخ و سابقه زیادی در نوآوری و پژوهش است.[۲۱]
- مغز و اعصاب: مرکز پژوهش‌های تصویری مرکز علوم درمانی تگزاس در سن‌آنتونیو دارای فعالیت‌های گسترده ایست. انتشار هیومن برین مپینگ متعلق به این مرکز، معتبرترین ژورنال تخصصی جهان در زمینهٔ تصویربرداری از مغز می‌باشد.[۲۲]
- بیماری‌های اسکله و عضلانی
- بیماری‌های عفونی
- مرض قند: یکی از معتبرترین مراکز پژوهش بالینی دیابت در جهان.[۲۳]
- قلب: مرکز قلب جین بریسکو از معتبرترین مراکز مطالعات قلبی آمریکا است.[۲۴] بزرگ‌ترین پروژه تخقیقاتی آمریکا در زمینه ایست قلبی (Congestive heart failure) را هم‌اکنون در جریان دارد.[۲۵]
- سرطان: مؤسسه تحقیقات سرطان اطفال گریهی و CTRC
- ژریاتریک: بزرگ‌ترین دریافت‌کننده بودجه‌های تحقیقاتی در زمینه تحقیقات سنین بالا (Aging research) توسط انستیتو ملی بهداشت آمریکا. مؤسسه تحقیقات کهنسالی و طول عمر بارشوپ در این زمینه نقش محوری دارد.

## نگارخانه

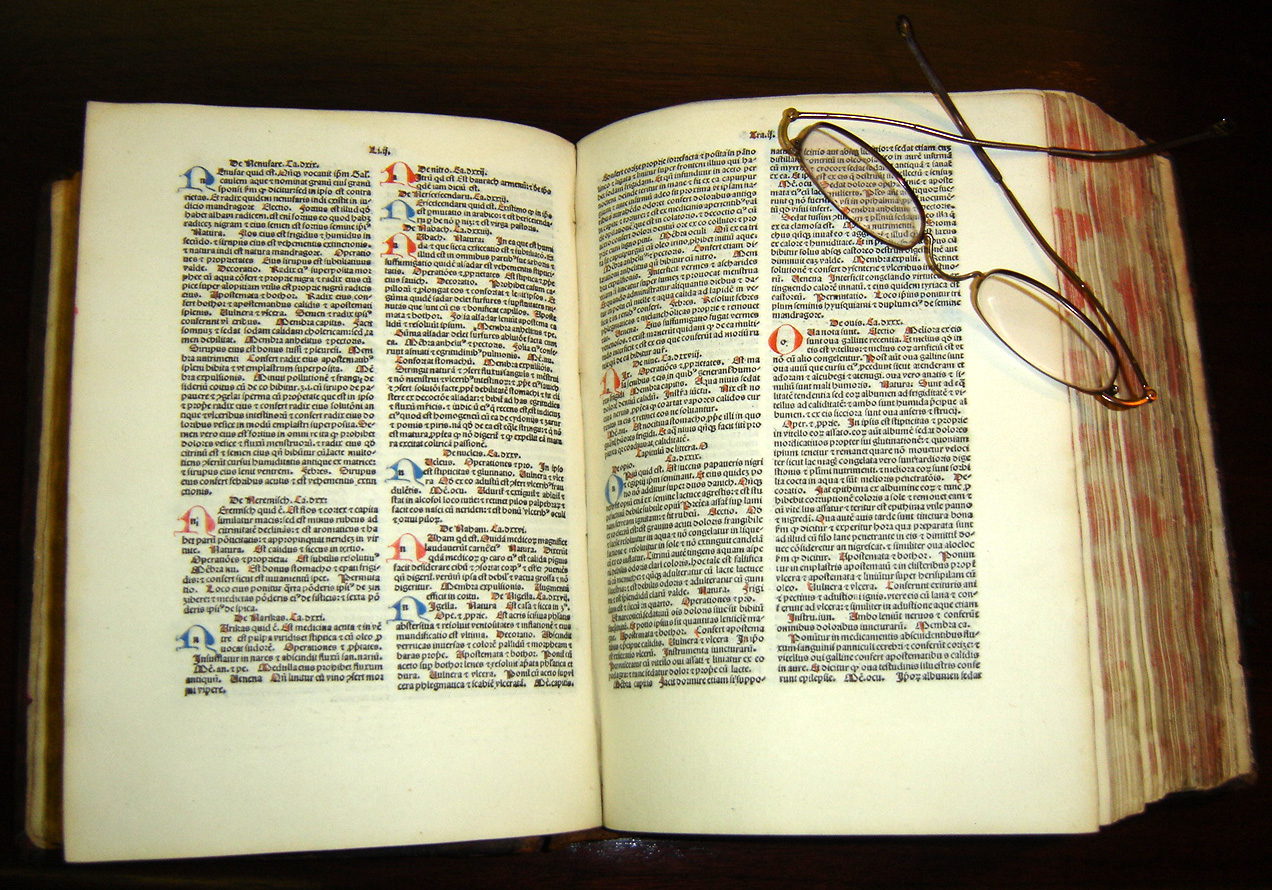
نسخه‌ای از کتاب قانون ابن سینا به زبان لاتین، چاپ ۱۴۸۴ میلادی در مخزن کتب نفیس کتابخانه دانشگاه
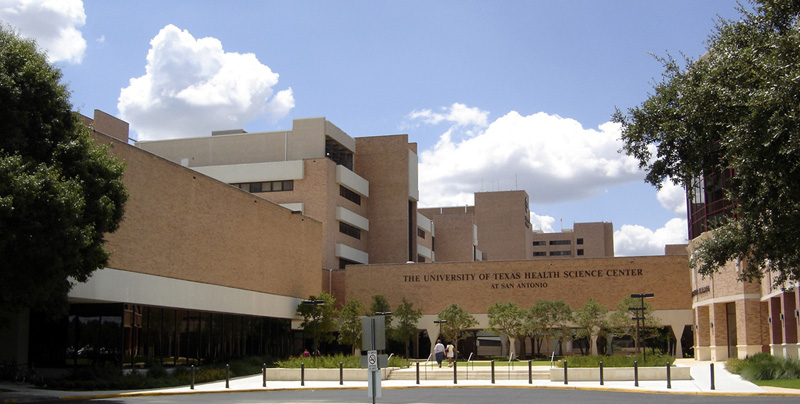
بیمارستان دانشگاه و دانشکده علوم پایه پزشکی
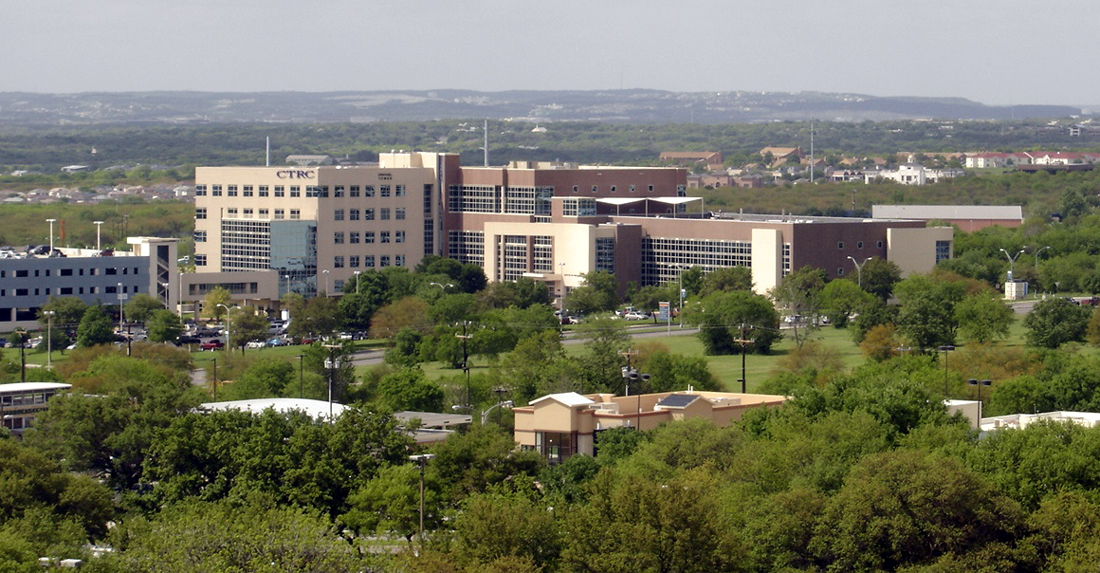
مرکز تحقیقات و درمان سرطان دانشگاه

## بیمارستانها و مراکز تخصصی مهم
- مرکز پزشکی ارتشی بروک
- مرکز تحقیقات و درمان سرطان (دانشگاه تگزاس)
- مرکز پژوهش‌های تصویری مرکز علوم درمانی تگزاس در سن‌آنتونیو
- یونیورسیتی هلت سیستم